# 日本大学高等学校・中学校
日本大学高等学校・中学校（にほんだいがくこうとうがっこう・ちゅうがっこう、英: Nihon University Senior & Junior High School）は、神奈川県横浜市港北区にある日本大学付属の私立中学校・高等学校である。

## 概要
1930年に日本大学の付属校として創設され、戦前（旧制時代）は日本大学第四中学校、日本大学第四商業学校と称した。戦後の新制中学校・高等学校移行の際、旧制の第一中学校、第二中学校、第三中学校が独立したため、筆頭付属であるとの意識が強い付属である。名称には地名を入れておらず、「日大日吉」という名称は正式なものではない（後に記述する）。

### 通称・俗称
日本大学横浜学園（日大横浜学園）
公式な通称として使用していた日本大学高等学校・中学校を併せて言う名称。ある年代までは生徒手帳に記載されていた。なお、応援歌「若きいのち」の歌詞にも使われている。また、日本大学（学校法人日本大学）の事業報告書では、2000年代に入っても、日本大学高等学校・中学校のことをまとめて「横浜学園」と表記している箇所がある。
日大日吉（日本大学日吉高等学校・中学校）
他の日大付属校や、進学塾などが日本大学中学・高校を便宜上「日大日吉」という略称を使って呼んでいたので、そのまま広まった。また同じ神奈川県に所在する「日大藤沢」（日本大学藤沢高等学校・中学校）と区別する際に用いられる名称である。

## 沿革
- 1930年4月 - 日本大学第四中学校・日本大学第四商業学校、横浜市神奈川区大口通り127番地で開校
- 1944年4月 - 日本大学第四商業学校、当局の指示に従い日本大学第四工業学校に改称、工業教育に転換
- 1945年
  - 5月 - 空襲で校舎焼失
  - 9月 - 鶴見区生麦国民学校（現在の生麦小学校）の校舎を半分借用し授業再開
- 1946年4月 - 日本大学第四工業学校、日本大学第四商業学校に改称、商業教育に還る
- 1947年
  - 4月 - 中学校を旧制のまま存置し第1学年（旧制）募集を中止
  - 11月 - 現在地に移転
- 1948年
  - 3月 - 旧制の日本大学第四中学校・日本大学第四商業学校は発展的に解消
  - 4月 - 新制の日本大学高等学校（普通科・商業科）・日本大学中学校、設置発足
- 1990年4月 - 高等学校商業科に女子生徒を受け入れ男女共学とする
- 1999年4月 - 中学校に女子生徒を受け入れ男女共学とする
- 2001年4月 - 高等学校商業科の生徒募集停止
- 2002年4月 - 高等学校普通科に女子生徒を受け入れ男女共学とする
- 2004年4月 - 中高完全共学となる

## 基礎データ
- 所在地 - 神奈川県横浜市港北区箕輪町二丁目9番1号
- アクセス - 東急東横線、東急目黒線、横浜市営地下鉄グリーンライン「日吉駅」から徒歩12分
- 象徴
  - 校歌 - 作詞：長田恒雄、作曲：平井康三郎
  - 応援歌「若きいのち」 - 作詞：長田恒雄、作曲：平井康三郎。他に「LA MACARENA（闘牛士のマンボ）」 及び大学の「日本大学校歌」「花の精鋭」「輝く日大」「水の覇者日大」「日大節（2006年現在公的使用差止）」等を使用することもある。
  - 校章 - 桜。桜を中心に十字形の葉、シワ2、葉脈5、真中に袋文字で“高”又は“中”。他の日大付属校も同様の形状の物が多いが、シワの数・葉脈の数・真中の文字が違っている。

## カリキュラム
- 日大中学・高校は、日本大学への内部進学と難関大学への合格、という2つの教育目標を目指す「ハイブリッド校」であり、それを意識したカリキュラムを用意している。
- 英語教育では、少人数制の英会話特別講座（中高共通）、ケンブリッジ大学「サマープログラム」「イースタープログラム」 （高校）、TOEIC対策（高校）、高校生の海外修学旅行、海外英語研修（中高共通）、English Lounge、ネイティブスピーカーの授業などが用意されている[1]。
- 理科教育にも力を入れている。生徒に理科の面白さを発掘してもらうため、教科書には載っていない実験も積極的に取り入れ、生徒のさらなる意欲の向上を目指している[2]。
- 日大中学・高校のシラバスは，各科目ごとに、生徒一人ひとりが計画的かつ主体的に学習できるよう構成し、その結果、生徒たちが「授業計画」に基づいて予習の習慣をしっかり身につけるようにしている。シラバスの内容は、授業のねらい、授業のすすめ方、学習上の留意点、副教材・参考文献、評価の視点・テスト・課題等、定期考査、授業計画、などである[3]。
- 学校側は、生徒たちの学力に応じて特別補習・講習等も実施している[4]。
- 全ての生徒に、1人1台のタブレット端末を貸与し、各教室には電子黒板を導入して、生徒たちの「 思考力」「判断力」「表現力」を育成する授業を展開する。情報リテラシー教育も行う[5]。

## 学校生活
- 日吉駅前には慶応義塾大学の日吉キャンパス、学校のすぐ近くには、横浜市立箕輪小学校がある（隣接している）。
- 朝の通学時には日吉駅前からスクールバスを利用して学校まで行くことができる。
- 在校生の中には、地元の神奈川県だけでなく東京都、千葉県、埼玉県から通う生徒もいる[6]。東急東横線と東京メトロ副都心線の直通運転が始まったことで通学可能エリアが大きく広がり、また通学時間も短くなった。その結果、東京や千葉、埼玉から通う生徒も増えたという。
- 通学圏は広く、最寄り駅の日吉駅へは横浜駅から11分、渋谷駅から18分、品川駅から23分、池袋駅から30分、大船駅から30分となっている[7]。

## 学校行事
- 4月：入学式、スポーツテスト、基礎学力到達度テスト
- 5月：球技大会、体育大会
- 6月：生徒総会、芸術観賞教室、吹奏楽部定期演奏会
- 6月 - 10月：日本大学体育大会（オール日大）
- 7月：海外英語研修
- 9月：桜苑祭、基礎学力到達度テスト
- 10月：芸術鑑賞教室、日本大学創立記念日
- 11月：校外活動、修学旅行
- 12月：スキー教室
- 1月：カルタ大会、書道・華道展示会、献血ボランティア
- 2月：英語スピーキングコンテスト、マラソン大会
- 3月：卒業式

## 部活動
ゴルフ部（男子）は1982年と1983年に全国高等学校ゴルフ選手権大会で優勝、ラクロス部は2015年と2019年に全国中学校高等学校女子ラクロス選手権大会で優勝している。

### 運動部
- アメリカンフットボール部
- 剣道部
- 高校硬式野球部
- 高校軟式野球部
- 中学軟式野球部
- ゴルフ部
- 山岳部
- 射撃部
- 柔道部
- 水泳部
- 体操部
- 卓球部
- チアリーディング部
- テニス部
- バスケットボール部
- バドミントン部
- バレーボール部
- ラグビー部
- 陸上競技部
- ラクロス部
- スキー部

### 学芸部
- 囲碁将棋部
- 英語研究部
- 演劇部
- 音楽同好会
- 化学部
- 華道愛好会
- 軽音楽部
- 書道部
- 新聞部
- 吹奏楽部
- 生物部
- 地理歴史研究部
- 鉄道研究愛好会
- 美術部（2013年度よりマンガイラスト同好会を吸収）
- 物理部
- 文芸部
- 放送部
- マジック・ジャグリング部
- 写真愛好会
- ポピュラーミュージック同好会

## 歴代校長
1. 山岡萬之助（1933年 - 1940年） - 日本大学3代総長、法学博士、元貴族院議員、元東京弁護士会会長。
2. 岡嶋誘（1940年 - 1945年）
3. 山名寿三（1945年 - 1946年） - 法学博士。
4. 富田照（1946年 - 1947年）
5. 呉文炳（1947年 - 1949年） - 日本大学4代総長、経済学博士。
6. 斎藤寛（1949年 - 1968年） - 1949年は事務取扱。
7. 吉野良太（1968年 - 1970年）
8. 杉山逸男（1970年 - 1973年） - 法学博士。
9. 稲垣正明（1973年 - 1980年） - 法学博士。
10. 中山吉正（1980年 - 1983年）
11. 宮島善高（1983年 - 1984年）
12. 加藤滋（1984年 - 1986年）
13. 穂積修一（1986年 - 1996年）
14. 堀込武弘（1997年 - 1999年）
15. 鈴木冨保（1999年 - 2002年）
16. 齊間文也（2002年 - 2005年）
17. 井上敦雄（2005年 - 2008年）
18. 久保木文夫（2008年 - 2011年） - 日本大学高等学校の卒業生（在学時に剣道でインターハイ優勝）。
19. 秋元光男（2011年 - 2012年）
20. 野澤拓夫（2012年 - 2016年）
21. 漆間弘好（2016年 - 2017年）
22. 田村隆（2017年 - 2023年）
23. 中園健二　(2024年〜)

## 著名な出身者

### スポーツ
- 尾崎加寿夫（元プロサッカー選手・ブンデスリーガー・サッカー解説者）
- 中田仁司（元サッカー選手・指導者）
- 石井肇（元サッカー選手・指導者）
- 高桑大二朗（元プロサッカー選手）
- 野田恭平（元プロサッカー選手）
- 大友正人（元サッカー選手・指導者）
- 長島裕明（元サッカー選手・指導者）
- 松田岳夫（元サッカー選手・指導者）
- 端戸仁（プロサッカー選手）
- 村岡拓哉（元プロサッカー選手）
- 小野貴裕（元サッカー選手・指導者）
- 富樫敬真（プロサッカー選手）
- 加藤大育（プロサッカー選手）
- 椎正年（元プロ野球選手）
- 加藤太郎（元プロ野球選手）
- 小山昭治（プロ野球選手）
- 荒川雄太（元プロ野球選手）
- 柳沢泰典（高校野球指導者）学校法人石川高等学校元野球部監督、甲子園出場11回
- 中沢邦男（高校野球指導者）日大高校元野球部監督
- 大貫慎二（元ラグビー選手）
- 長野正和（ラグビー選手）
- 林琉輝（ラグビー選手）
- 金子柱憲（プロゴルファー）
- 篠竹幹夫（元アメリカンフットボール）日本大学アメリカンフットボール監督を44年間務め、甲子園ボウル17度制覇、ライスボウル4度制覇。
- 平野雅人（元水泳選手 アトランタ五輪1500m入賞・シドニー五輪代表）
- 張本智和（卓球選手）
- 中村聡一（テニス選手、ファイナンシャル・アドバイザー、リベラルアーツ教育研究者）
- 小方颯（競泳選手 2023年世界水泳選手権200m個人メドレー8位入賞）

### 芸能
- 坂本九（歌手、タレント）
- 内田正人（歌手）ザ・キングトーンズ
- 飯田久彦（歌手）エイベックス・エンタテインメント取締役
- 小坂まさる（歌手）
- 石橋蓮司（俳優）
- 黒沢年男（俳優）※中退
- 真夏竜（俳優）
- 神田正輝（俳優）
- 緒形幹太（俳優）
- Koji（俳優）
- 高野眞二（俳優）
- 萩野崇（俳優）
- 笠原秀幸（俳優）
- 野々山恵梨（声優）
- 志賀泰伸（元「忍者」）
- 桜塚やっくん（お笑いタレント）
- 斎藤司（お笑いタレント）
- 引田天功（マジシャン）初代
- 柳家喬太郎（落語家）
- 二見和男（アナウンサー・NHK）
- 伊藤瞳（グラビアアイドル）
- ミッキー吉野（ミュージシャン）
- 井上輝彦（作詞家、作曲家、音楽プロデューサー）
- 川岸一超（実業家）ICH代表取締役、ENPASS代表取締役
- 希波らいと（宝塚歌劇団花組男役）

### その他
- 青柳陽一郎（衆議院議員）
- 福島正実（SF作家、SF評論家、翻訳家、編集者）
- 須本壮一（漫画家、旧名 本そういち）